# 카를로스 마린
카를로스 마린(스페인어: Carlos Marín, 1968년 10월 13일~2021년 12월 19일)은 스페인의 바리톤으로, 일 디보의 일원으로 잘 알려져 있다.